# Sōtīrios Krokidas
Sōtīrios Krokidas (Sykiona, 1852 – Perigiali, 29 luglio 1924) è stato un politico greco, primo ministro ad interim nel 1922.

## Biografia
Dopo la sconfitta nella guerra contro la Turchia e la caduta dell'esecutivo di Petros Prōtopapadakīs, la Grecia cadde in una grave crisi politica.
Nel settembre 1922, durante il governo di Nikolaos Triantaphyllakos scoppiò una rivolta da parte dei militari a Salonicco che poi si allargò anche a Mitilene.
Il comando rivoluzionario guidato da Stylianos Gonatas chiese l'abdicazione di Costantino I. Il 26 settembre 1922 il re lasciò il Paese e Triantaphillakos si dimise. Il comando rivoluzionario nominò allora primo ministro Alexandros Zaimīs; tuttavia, poiché quest'ultimo si trovava fuori dal Paese, in attesa del suo ritorno, Krokidas ricoprì la carica di premier ad interim.
Nel breve periodo del suo gabinetto, Krokidas costituì un tribunale straordinario che condannò a morte quattro ex primi ministri ed il capo delle forze armate che aveva guidato l'esercito greco durante la guerra contro la Turchia.
Il 27 novembre 1922 Krokidas si dimise in seguito a contrasti con membri del suo esecutivo e venne rimpiazzato dal leader del comando rivoluzionario Stylianos Gonatas.
Fu membro della Massoneria.